# Prezydenci Palau

## Lista prezydentów Palau
| Osoba | Osoba   | Osoba                                      | Kadencja             | Kadencja             |
| #     | portret | Imię i nazwisko                            | Od                   | Do                   |
| ----- | ------- | ------------------------------------------ | -------------------- | -------------------- |
| 1     |         | Haruo Remeliik (1933–1985)                 | 2 marca 1981         | 30 czerwca 1985      |
| -     |         | Thomas Remengesau (1931–2019) (tymczasowo) | 30 czerwca 1985      | 2 lipca 1985         |
| 2     |         | Alfonso Oiterong (1924–1994)               | 2 lipca 1985         | 25 października 1985 |
| 3     |         | Lazarus Salii (1936–1988)                  | 25 października 1985 | 20 sierpnia 1988     |
| -     |         | Thomas Remengesau (1931–2019) (tymczasowo) | 20 sierpnia 1988     | 1 stycznia 1989      |
| 4     |         | Ngiratkel Etpison (1925–1997)              | 1 stycznia 1989      | 1 stycznia 1993      |
| 5     |         | Kuniwo Nakamura (1943–2020)                | 1 stycznia 1993      | 1 stycznia 2001      |
| 6     |         | Thomas Remengesau, Jr. (1956–)             | 1 stycznia 2001      | 15 stycznia 2009     |
| 7     |         | Johnson Toribiong (1946–)                  | 15 stycznia 2009     | 17 stycznia 2013     |
| 8 (6) |         | Thomas Remengesau, Jr. (1956–)             | 17 stycznia 2013     | 21 stycznia 2021     |
| 9     |         | Surangel Whipps Jr. (1968–)                | 21 stycznia 2021     |                      |